# LAG Nr. 27 und 28
Die Lokomotiven mit den Bahnnummern 27 und 28 der Lokalbahn AG (LAG) waren Nassdampflokomotiven. Die 1892 von Krauss gelieferten Maschinen entsprachen weitgehend den Lokomotiven mit den Nummern 17 bis 49, hatten jedoch ein Zwillingstriebwerk.
Eingesetzt wurden die Fahrzeuge vor allem auf der Isartalbahn und gelegentlich auch auf der Ammergaubahn. 
Die beiden Lokomotiven wurden 1938 von der Reichsbahn als Baureihe 98.72 übernommen. Nach dem Zweiten Weltkrieg gelangten sie zur Deutschen Bundesbahn, wo sie 1950 ausgemustert wurden.